# William Baldwin
William Baldwin, celým jménem William Joseph Baldwin (* 21. února 1963, Massapequa, New York, USA), je americký herec. Pochází ze známé americké herecké rodiny Baldwinů. Mezi slavné snímky, ve kterých si zahrál, patří Hráči se smrtí (1990), Oheň (1991), Někdo se dívá (1993) či Jako štvaná zvěř (1995).

## Kariéra
Na úplném začátku své herecké kariéry si zahrál menší roli v úspěšném válečném snímku Narozen 4. července (1989) s Tomem Cruisem v hlavní roli. Roku 1990 zaznamenal průlom, kdy se objevil ve snímku Vnitřní záležitosti, a především získal jednu z ústředních rolí v dnes již kultovním sci-fi hororu Hráči se smrtí. O rok později si zahrál společně s Kurtem Russellem v hvězdně obsazeném akčním thrilleru Oheň (1991), který získál pozitivní ohlasy jak od kritiků, tak od obecenstva. V roce 1993 ztvárnil společně se Sharon Stone ústřední roli v erotickém thrilleru Někdo se dívá. Tento snímek se svezl na úspěchu Základního instinktu (1992) a finančně poměrně uspěl, ovšem recenze byly spíše záporné. O dva roky později si společně s modelkou Cindy Crawford zahrál v neúspěšném akčním snímku Jako štvaná zvěř (1995). Za oba výše zmíněné filmy si vysloužil nominace na Zlatou malinu.
Od té doby zaznamenala herecká kariéra Williama Baldwina strmý pád. Ve zbytku 90. let hrál v neúspěšných béčkových filmech. Za zmínku stojí jen sci-fi horor Virus (1999), kde se objevil po boku Jamie Lee Curtis. Film ovšem získal negativní recenze a jednalo se také o naprostý propadák v ohledu výdělečnosti. To znamenalo pro Baldwina definitivní konec hraní v úspěšných snímcích. Sám sebe si zahrál ještě v úspěšné komedií Kopačky (2008)

## Osobní život
Narodil se do Baldwinovy rodiny na Long Islandu v americkém státě New York. Má několik sourozenců a někteří z jeho sourozenců jsou také úspěšní herci. Nejznámější z nich je Alec Baldwin, dále pak Stephen Baldwin a Daniel Baldwin. V roce 1995 se Baldwin oženil s americkou zpěvačkou Chynnou Phillips, členkou popové kapely Wilson Phillips. Mají spolu tři děti, dvě dcery a jednoho syna. 
William Baldwin se svou rodinou žije střídavě v Santa Barbaře, v Kalifornií a v malé obci Bedford Corners nedaleko New Yorku. Společně se svým bratrem Alecem podporuje levicově orientované politické strany. Jejich bratr Stephen je ovšem spíše konzervativně založený, a to je důvod jejich nepříliš vřelého vzájemného vztahu.

## Filmografie (výběr)
- Narozen 4. července – 1989
- Vnitřní záležitosti – 1990
- Hráči se smrtí – 1990
- Oheň – 1991
- Někdo se dívá – 1993
- Srdcová trojka – 1993
- Jako štvaná zvěř – 1995
- Krvavá romance – 1996
- Virus – 1999
- Velmi relativní známosti – 2000
- Neříkej nic – 2001
- Dvě na jednoho – 2002
- Sépie a velryba – 2005
- Kopačky – 2008
- Liga spravedlivých: Krize na dvou Zemích – 2010
- Hurá do pravěku! – 2012
- Vánoční výměna – 2015
- Oheň 2 – 2019